# ラヴジョイ彗星 (C/2013 R1)
ラヴジョイ彗星は2013年9月7日に見つかった長周期彗星である。
彗星の命名規則に基づいた名前は C/2013 R1。

## 概要

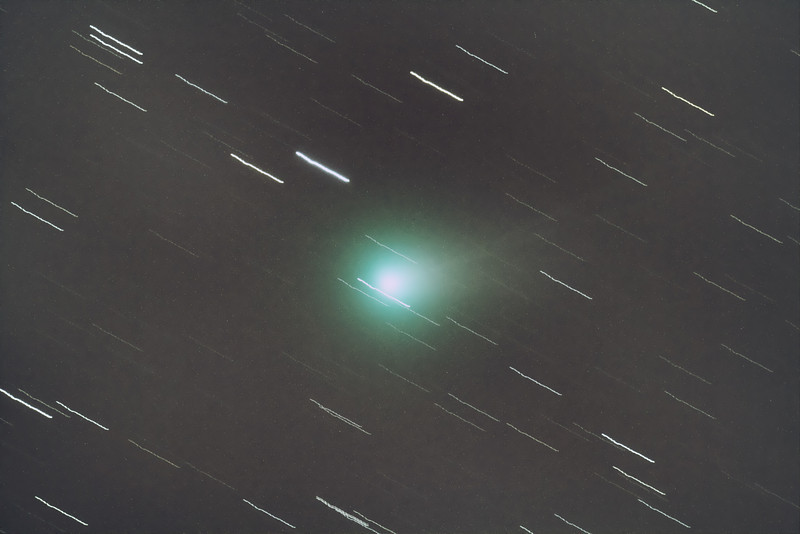
2013年11月13日のC/2013 R1。緑色に輝いている。

この彗星は、アマチュア天文家であるテリー・ラヴジョイがシュミットカセグレン式望遠鏡を用いて発見した。
2013年10月初期には、アイソン彗星よりも印象的な彗星となった。2013年11月1日には、裸眼で観察することに成功した。彗星は、木星としし座のレグルスの中間地点のプレセペ星団の近くで見ることができた。
ラブジョイ彗星は2013年10月14日に天の赤道を渡り、同年11月19日に0.3967 AU (5935万km)の距離で地球に最接近し、視等級で4.5等の明るさに達した。同年11月27日には、彗星はりょうけん座にあり、北斗七星の柄の部分の近くまで移動した。2013年11月28日から12月4日までは、彗星はうしかい座の中にあり、2013年12月1日にはうしかい座β星を通過した。彗星は2013年12月14日にヘルクレス座ζ星を通過し、2013年12月22日に近日点を迎え、太陽から0.81 AU の距離まで接近する。